# Gorgocephalus yaaji
Gorgocephalus yaaji is een soort in de taxonomische indeling van de platwormen (Platyhelminthes). De worm is tweeslachtig en kan zowel mannelijke als vrouwelijke geslachtscellen produceren. De soort leeft in zeer vochtige omstandigheden. 
De platworm behoort tot het geslacht Gorgocephalus en behoort tot de familie Gorgocephalidae. De wetenschappelijke naam van de soort werd voor het eerst geldig gepubliceerd in 2005 door Bray & Cribb.